# Saison 1978-1979 du Stade quimpérois
 (août 2022).
Maillots
Chronologie
Saison précédente Saison suivante
La saison 1978-1979 du Stade quimpérois débute le 12 août 1978 avec la première journée du Championnat de France de Division 2 (Groupe B), pour se terminer le 26 mai 1979 avec la dernière journée de cette compétition.
Le Stade Quimpérois est également engagé en Coupe de France où il atteint les 16e de finale (éliminé par l'AJ Auxerre, club de Division 2, un but à zéro sur l'ensemble des deux matchs (0-1 et 0-0).

## Résumé de la saison

### Une saison moyenne en D2, un beau parcours en Coupe de France

#### En Division 2
Après une saison en Division 2 moyenne avec une 13e place à 6 points de la relégation, remportant seulement 7 matchs. Le club quimpérois est en Division 2 pour une troisième saison consécutive à ce niveau, la sixième au total. La saison débute mieux que la précédente mais dans les 10 premiers matchs, le club fait 5 matchs nuls, stagnant entre la 10e et la 12e place. Surtout, le Stade de Penvillers connaît un début de saison avec de fortes affluences (8 725 contre Brest, 5 560 contre Rennes et 6 095 contre Lens) mais peu après va stagner entre 2 000 et 3 000 spectateurs. A la mi-saison, le club se classe 13e et va bien débuter la seconde partie de saison avec 5 victoires en 8 matchs mais cela ne fait pas grimper le club dans le classement, restant entre la 12e et la 14e place. Jusqu'à la fin de la saison, l'équipe quimpéroise enchaîne des résultats assez mauvais remportant que 3 matchs sur les 9 derniers pour 6 défaites, dont une victoire 4-0 à Melun, équipe que les quimpérois avaient battu 6 buts à 2 lors du match aller à Penvillers,. Durant cette seconde moitié de saison, le club ne va faire aucun match nul contre 7 lors de la première. Finalement, le club termine de nouveau 13e avec 29 points, remportant 11 matchs, faisant 7 matchs nuls et perdant à 16 reprises, terminant à 8 points de la zone de relégation. L'équipe marqua à 46 reprises, meilleure attaque du championnat or top 5, le milieu de terrain Jacques Castellan termine troisième meilleur buteur des deux groupes avec ses 22 buts marqués.

#### En Coupe de France
En Coupe de France, les quimpérois commencent leur parcours à Quimperlé, affrontant le FC Quimperlé, club de Division 4, pour le compte du 6e tour. Au Stade Jean-Charter, les quimpérois remportent le match quatre buts à zéro. Au tour suivant, le club affronte Ploudalmézeau, club de niveau régional. A domicile, les quimpérois s'imposent deux buts à zéro. Lors des 32e de finale, le club affronte Châteauroux, jouant dans le même groupe que les quimpérois, les quimpérois les ayant battus, la semaine auparavant. A Saumur, devant seulement 990 spectateurs, les quimpérois et castelroussins se neutralisent un but partout au bout des 90 minutes. Durant les prolongations, les quimpérois marquent à deux reprises en deux minutes et se qualifient sur le score de trois buts à un,. En 16e de finale, le club affronte l'AJ Auxerre, club relégué de seconde division. Au match aller, le Stade Quimpérois s'inclinent un but à zéro dans un Stade de Penvillers rempli par 4 934 spectateurs. Au match retour, au Stade de l'Abbé-Deschamps, devant 4 177 spectateurs, le Stade Q obtient le match nul zéro à zéro et est éliminé en 16e de finale pour la première fois depuis 1971. Quant à l'AJ Auxerre, le club bourguignon atteint la finale de la Coupe de France, étant battu quatre buts à un par le FC Nantes en prolongation.

## L'effectif de la saison
Ce tableau récapitule l'effectif du Stade quimpérois, lors de cette saison,.
| Poste | Nat. | Nom                   | Naissance         | Sélection | Championnat | Championnat | Coupe France | Coupe France | Total Saison | Total Saison |
| Poste | Nat. | Nom                   | Naissance         | Sélection | M           | But inscrit | M            | But inscrit  | M            | But inscrit  |
| ----- | ---- | --------------------- | ----------------- | --------- | ----------- | ----------- | ------------ | ------------ | ------------ | ------------ |
| G     | FRA  | Jean-Marie Lachivert  | 25 août 1958      | -         | 34          | 0           | 3            | 0            | 37           | 0            |
| G     | FRA  | Jean-Yves Larzul      | 12 avril 1951     | -         | 0           | 0           | 0            | 0            | 0            | 0            |
| D     | FRA  | Gérard Thomas         | 10 mai 1949       | -         | 25          | 3           | 2            | 0            | 27           | 3            |
| D     | FRA  | Jean-Yves Lecoeur     | 21 juillet 1948   | -         | 34          | 2           | 3            | 0            | 37           | 2            |
| D     | FRA  | Jean-Pierre Bosser    | 22 mars 1960      | -         | 20          | 0           | 2            | 0            | 22           | 0            |
| D     | FRA  | Claude Gestin         | 24 septembre 1955 | -         | 2           | 0           | 0            | 0            | 2            | 0            |
| D     | FRA  | Alain Bonnat          | 6 janvier 1947    | -         | 29          | 2           | 3            | 1            | 32           | 3            |
| D     | FRA  | Jacques Jousseaume    | 31 janvier 1955   | -         | 14          | 2           | 1            | 0            | 15           | 2            |
| D     | FRA  | Roger Le Corre        | 18 janvier 1953   | -         | 2           | 0           | 0            | 0            | 2            | 0            |
| D     | FRA  | Michel Le Corre       | Inconnu           | -         | 23          | 2           | 3            | 0            | 26           | 2            |
| M     | FRA  | Hervé Guermeur        | 12 février 1949   | -         | 29          | 3           | 3            | 0            | 32           | 3            |
| M     | FRA  | Jean-Paul Bouffandeau | 29 mars 1949      | -         | 30          | 6           | 3            | 0            | 33           | 6            |
| M     | FRA  | Jean-Michel Madec     | 18 mai 1960       | -         | 0           | 0           | 0            | 0            | 0            | 0            |
| M     | FRA  | Bruno Ledu            | 4 janvier 1960    | -         | 3           | 0           | 0            | 0            | 3            | 0            |
| M     | FRA  | Jacques Castellan     | 17 octobre 1945   | -         | 32          | 22          | 3            | 1            | 35           | 23           |
| M     | FRA  | Patrick Bouricot      | 1er février 1953  | -         | 14          | 0           | 3            | 0            | 17           | 0            |
| M     | FRA  | Jean-François Bideau  | 22 février 1957   | -         | 33          | 1           | 3            | 0            | 36           | 1            |
| M     | FRA  | Jean-Yves Morvan      | 15 juillet 1946   | -         | 11          | 0           | 1            | 0            | 12           | 0            |
| M     | FRA  | Marc Le Roux          | Inconnu           | -         | 0           | 0           | 0            | 0            | 0            | 0            |
| M     | FRA  | Thierry Reiller       | 5 mai 1960        | -         | 6           | 0           | 0            | 0            | 6            | 0            |
| A     | FRA  | Jean Dorval           | 21 mars 1953      | -         | 8           | 0           | 1            | 0            | 9            | 0            |
| A     | FRA  | Bernard Huitric       | 22 août 1950      | -         | 3           | 0           | 0            | 0            | 3            | 0            |
| A     | FRA  | Bernard Goraguer      | 20 mai 1948       | -         | 16          | 4           | 2            | 0            | 18           | 4            |
| A     | FRA  | Claude Louarn         | 19 août 1960      | -         | 3           | 0           | 0            | 0            | 3            | 0            |

## Les rencontres de la saison

### Liste
Liste des matchs du Stade quimpérois, cette saison,,.
| Match | Date         | Compétition     | Tour          | Adversaire    | Lieu ¹ | Score    | Affluence |
| ----- | ------------ | --------------- | ------------- | ------------- | ------ | -------- | --------- |
| 1     | 12 août      | Division 2      | 1             | Brest         | D      | 2-2      | 8 725     |
| 2     | 19 août      | Division 2      | 2             | Boulogne      | E      | 1-0      | 1 515     |
| 3     | 26 août      | Division 2      | 3             | Rennes        | D      | 1-2      | 5 560     |
| 4     | 2 septembre  | Division 2      | 4             | Limoges       | E      | 0-0      | 4 354     |
| 5     | 9 septembre  | Division 2      | 5             | Lens          | D      | 0-0      | 6 095     |
| 6     | 16 septembre | Division 2      | 6             | Châteauroux   | E      | 0-1      | 2 249     |
| 7     | 23 septembre | Division 2      | 7             | Blois         | D      | 3-3      | 2 790     |
| 8     | 30 septembre | Division 2      | 8             | Mulhouse      | E      | 0-2      | 908       |
| 9     | 7 octobre    | Division 2      | 9             | Lucé          | D      | 2-1      | 2 807     |
| 10    | 14 octobre   | Division 2      | 10            | Amiens        | D      | 2-2      | 2 884     |
| 11    | 21 octobre   | Division 2      | 11            | Guingamp      | E      | 2-4      | 4 872     |
| 12    | 28 octobre   | Division 2      | 12            | Melun         | D      | 6-2      | 2 288     |
| 13    | 3 novembre   | Division 2      | 13            | Angoulême     | E      | 0-3      | 1 873     |
| 14    | 11 novembre  | Division 2      | 14            | Dunkerque     | D      | 0-1      | 2 463     |
| 15    | 18 novembre  | Division 2      | 15            | Orléans       | E      | 1-3      | 3 712     |
| 16    | 25 novembre  | Division 2      | 16            | Tours         | D      | 0-0      | 2 242     |
| 17    | 3 décembre   | Coupe de France | 6e tour       | Quimperlé     | E      | 4-0      | -         |
| 18    | 9 décembre   | Division 2      | 17            | Rouen         | E      | 0-0      | 2 590     |
| 19    | 16 décembre  | Division 2      | 18            | Boulogne      | D      | 2-1      | 1 281     |
| 20    | 24 décembre  | Coupe de France | 7e tour       | Ploudalmézeau | D      | 2-0      | -         |
| 21    | 13 janvier   | Division 2      | 19            | Rennes        | E      | 1-2      | 2 989     |
| 22    | 20 janvier   | Division 2      | 20            | Limoges       | D      | 3-0      | 1 446     |
| 23    | 3 février    | Division 2      | 22            | Châteauroux   | D      | 2-1      | 1 555     |
| 24    | 10 février   | Coupe de France | 32e de finale | Châteauroux   | N      | 3-1 (ap) | 990       |
| 25    | 17 février   | Division 2      | 23            | Blois         | E      | 0-4      | 910       |
| 26    | 24 février   | Division 2      | 24            | Mulhouse      | D      | 4-1      | 1 447     |
| 27    | 3 mars       | Division 2      | 25            | Lucé          | E      | 3-1      | 1 096     |
| 28    | 10 mars      | Coupe de France | 16e de finale | Auxerre       | D      | 0-1      | 4 934     |
| 29    | 17 mars      | Division 2      | 26            | Amiens        | E      | 1-3      | 1 617     |
| 30    | 24 mars      | Coupe de France | 16e de finale | Auxerre       | E      | 0-0      | 4 177     |
| 31    | 31 mars      | Division 2      | 27            | Guingamp      | D      | 0-2      | 3 903     |
| 32    | 7 avril      | Division 2      | 28            | Melun         | E      | 4-0      | 427       |
| 33    | 21 avril     | Division 2      | 29            | Angoulême     | D      | 1-3      | 1 380     |
| 34    | 28 avril     | Division 2      | 30            | Dunkerque     | E      | 0-2      | 1 369     |
| 35    | 1er mai      | Division 2      | 21            | Lens          | E      | 0-6      | 9 675     |
| 36    | 5 mai        | Division 2      | 31            | Orléans       | D      | 1-0      | 783       |
| 37    | 12 mai       | Division 2      | 32            | Tours         | E      | 1-3      | 2 292     |
| 38    | 18 mai       | Division 2      | 33            | Rouen         | D      | 3-0      | 652       |
| 39    | 26 mai       | Division 2      | 34            | Brest         | E      | 0-1      | 10 240    |

- 1 N : terrain neutre ; D : à domicile ; E : à l'extérieur ; drapeau : pays du lieu du match international ; () tirs au but

### Affluence
L'affluence à domicile du Stade Quimpérois atteint un total, :
- de 48 301 spectateurs en 17 rencontres de Division 2, soit une moyenne de 2 841/match.
- de 4 934 spectateurs en une rencontre de Coupe de France, soit une moyenne de 4 934/match.
- de 53 235 spectateurs en 18 rencontres au total, soit une moyenne de 2 958/match.

Affluence du Stade Quimpérois à domicile

## Bilan des compétitions
| Compétition     | Vainqueur final | Débute au tour | Place ou tour final | Première rencontre | Dernière rencontre | Nombre |
| --------------- | --------------- | -------------- | ------------------- | ------------------ | ------------------ | ------ |
| Division 2      | FC Gueugnon     | 1re journée    | 13e du Groupe B     | 12 août 1978       | 26 mai 1979        | 34     |
| Coupe de France | FC Nantes       | 6e tour        | 16e de finale       | 3 décembre 1978    | 24 mars 1979       | 5      |

### Division 2 - Groupe B

#### Classement
| Rang | Équipe      | Pts | J  | G  | N  | P  | Bp | Bc | Diff |
| ---- | ----------- | --- | -- | -- | -- | -- | -- | -- | ---- |
| 10   | Châteauroux | 33  | 34 | 11 | 11 | 12 | 32 | 36 | -4   |
| 11   | Lucé        | 32  | 34 | 13 | 6  | 15 | 41 | 46 | -5   |
| 12   | Angoulême   | 31  | 34 | 9  | 13 | 12 | 33 | 36 | -3   |
| 13   | Quimper     | 29  | 34 | 11 | 7  | 16 | 46 | 56 | -10  |
| 14   | Mulhouse    | 29  | 34 | 11 | 7  | 16 | 33 | 46 | -13  |
| 15   | Blois       | 28  | 34 | 9  | 10 | 15 | 39 | 57 | -18  |
| 16   | Boulogne    | 21  | 34 | 7  | 7  | 20 | 33 | 53 | -20  |

#### Résultats
| Total  | Total  | Total | Total | Total | Total | Total | Total | Domicile | Domicile | Domicile | Domicile | Domicile | Domicile | Extérieur | Extérieur | Extérieur | Extérieur | Extérieur | Extérieur |
| Matchs | Points | V     | N     | D     | BP    | BC    | Diff. | V        | N        | D        | BP       | BC       | Diff.    | V         | N         | D         | BP        | BC        | Diff.     |
| ------ | ------ | ----- | ----- | ----- | ----- | ----- | ----- | -------- | -------- | -------- | -------- | -------- | -------- | --------- | --------- | --------- | --------- | --------- | --------- |
| 34     | 29     | 11    | 7     | 16    | 46    | 56    | -10   | 8        | 5        | 4        | 32       | 21       | +11      | 3         | 2         | 12        | 14        | 35        | -21       |

#### Résultats par journée
| Journée   | 01 | 02 | 03 | 04 | 05 | 06 | 07 | 08 | 09 | 10 | 11 | 12 | 13 | 14 | 15 | 16 | 17 | 18 | 19 | 20 | 21 | 22 | 23 | 24 | 25 | 26 | 27 | 28 | 29 | 30 | 31 | 32 | 33 | 34 |
| --------- | -- | -- | -- | -- | -- | -- | -- | -- | -- | -- | -- | -- | -- | -- | -- | -- | -- | -- | -- | -- | -- | -- | -- | -- | -- | -- | -- | -- | -- | -- | -- | -- | -- | -- |
| Terrain   | D  | E  | D  | E  | D  | E  | D  | E  | D  | D  | E  | D  | E  | D  | E  | D  | E  | D  | E  | D  | E  | D  | E  | D  | E  | E  | D  | E  | D  | E  | D  | E  | D  | E  |
| Résultats | N  | V  | D  | N  | N  | D  | N  | D  | V  | N  | D  | V  | D  | D  | D  | N  | N  | V  | D  | V  | D  | V  | D  | V  | V  | D  | D  | V  | D  | D  | V  | D  | V  | D  |
| Points    | 1  | 3  | 3  | 4  | 5  | 5  | 6  | 6  | 8  | 9  | 9  | 11 | 11 | 11 | 11 | 12 | 13 | 15 | 15 | 17 | 17 | 19 | 19 | 21 | 23 | 23 | 23 | 25 | 25 | 25 | 27 | 27 | 29 | 29 |
| Place     | 9  | 7  | 7  | 11 | 10 | 11 | 11 | 12 | 11 | 11 | 14 | 12 | 12 | 14 | 14 | 15 | 13 | 13 | 13 | 13 | 14 | 13 | 13 | 13 | 12 | 12 | 13 | 13 | 13 | 14 | 14 | 14 | 13 | 13 |

Source : Liste des rencontres

Terrain : D = Domicile ; E = Extérieur. Résultat: D = Défaite ; N = Nul ; V = Victoire.

## Autres équipes du club

### Equipe réserve
Après avoir remporté le championnat de Division d'Honneur, la saison passée, le club joue en Division 3. L'équipe joue le maintien en Division 3 et s'enlise dans la zone des relégables jusqu'à la dernière journée et par conséquent redescend en Division 4.
| Rang | Équipe                | Pts | J  | G  | N  | P  | Bp | Bc | Diff |
| ---- | --------------------- | --- | -- | -- | -- | -- | -- | -- | ---- |
| 1    | Le Havre AC           | 42  | 30 | 17 | 8  | 5  | 44 | 20 | +24  |
| 2    | FC Nantes rés.        | 40  | 30 | 17 | 6  | 7  | 56 | 20 | +36  |
| 3    | Saint-Brieuc          | 37  | 30 | 12 | 13 | 5  | 32 | 23 | +9   |
| 4    | AS Poissy             | 36  | 30 | 14 | 8  | 8  | 34 | 21 | +13  |
| 5    | US Le Mans            | 35  | 30 | 13 | 9  | 8  | 34 | 29 | +5   |
| 6    | Stade lavallois rés.  | 35  | 30 | 12 | 11 | 7  | 37 | 30 | +7   |
| 7    | Racing Club De France | 34  | 30 | 14 | 6  | 10 | 33 | 25 | +8   |
| 8    | US Normande           | 33  | 30 | 12 | 9  | 9  | 34 | 33 | +1   |
| 9    | SM Caen               | 29  | 30 | 8  | 13 | 9  | 29 | 29 | 0    |
| 10   | VS Chartres           | 29  | 30 | 10 | 9  | 11 | 38 | 45 | -7   |
| 11   | Stade brestois rés.   | 26  | 30 | 7  | 12 | 11 | 34 | 44 | -10  |
| 12   | FC Rouen rés.         | 25  | 30 | 8  | 9  | 13 | 25 | 31 | -6   |
| 13   | US Concarneau         | 25  | 30 | 10 | 5  | 15 | 34 | 41 | -7   |
| 14   | CA Lisieux            | 20  | 30 | 5  | 10 | 15 | 23 | 45 | -22  |
| 15   | Stade Quimpérois rés. | 17  | 30 | 6  | 5  | 19 | 26 | 46 | -20  |
| 16   | CA Mantes             | 17  | 30 | 6  | 5  | 19 | 26 | 57 | -31  |

### Autres références
1. ↑  « Classement Division 2 1977-1978 » (consulté le 2 août 2022)
2. ↑  « Quimper - Saison 1978-1979 » (consulté le 2 août 2022)
3. ↑  « Stade Quimpérois 6-2 Melun » (consulté le 2 août 2022)
4. ↑  « Melun 0-4 Stade Quimpérois » (consulté le 2 août 2022)
5. ↑  « Jacques Castellan - Stats et palmarès » (consulté le 2 août 2022)
6. ↑  « Les résultats - 6e tour » (consulté le 2 août 2022)
7. ↑  « Les résultats - 7e tour » (consulté le 2 août 2022)
8. ↑  « Les résultats - 32e de finale » (consulté le 2 août 2022)
9. ↑  « Stade Quimpérois 3-1 LB Châteauroux » (consulté le 2 août 2022)
10. ↑  « 16e de finale (aller) - Les résultats » (consulté le 2 août 2022)
11. ↑  « 16e de finale (retour) - Les résultats » (consulté le 2 août 2022)
12. 1 2  « Stade quimpérois 1978-1979 » (consulté le 2 août 2022)
13. ↑  « Stade quimpérois et Stade rennais FC - Informations sur les clubs » (consulté le 2 août 2022)
14. ↑  « Stade quimpérois saison 1978-1979 » (consulté le 2 août 2022)
15. ↑  « Football - Quimper Cornouaille FC » (consulté le 2 août 2022)
16. ↑  « Quimper saison 1978 / 1979 » (consulté le 2 août 2022)
17. ↑  « Les seizièmes (matches aller) » (consulté le 2 août 2022)
18. ↑  « Classement Division 3 1978/1979 » (consulté le 21 mai 2022)